# Rugofrontia unifera
Rugofrontia unifera là một loài bướm đêm trong họ Noctuidae.